# MailScanner
MailScanner es un sistema de seguridad para correo electrónico y un paquete antispam para servidores de MTA (Agente de Transferencia de Correo). No está diseñado para ejecutarse en PCs de escritorio bajo Microsoft Windows. En lugar de ello, está diseñado para ejecutarse en los servidores de correo operadas por las empresas y proveedores de servicios de Internet (ISP) a fin de que todos sus usuarios y clientes se puedan proteger desde un mismo lugar. Esto evita la necesidad de tener que instalar algún software especial en cada PC de escritorio. 

## Funcionamiento
El software funciona con cualquier sistema basado en Unix y el sistema es compatible con una amplia gama de MTA. Viene con soporte para cualquier combinación de 25 diferentes paquetes antivirus, incluida la de distribución libre ClamAV escáner, y su diseño permite el uso de escáneres de virus múltiples en paralelo para aumentar el nivel de seguridad. 
La protección contra el spam se basa en el ampliamente aclamado paquete de SpamAssassin, que de nuevo es gratuito y de código abierto. Se complementa con las búsquedas rápidas en lista negra que puede ser utilizada para rechazar una gran proporción de mensajes con un mínimo de gastos generales. 
La protección contra el malware es proporcionada por una amplia selección de controles y pruebas, que van desde el simple nombre de archivo hasta normas para el contenido basado en la detección de tipos de archivo. También incorpora uno de los más sofisticados detectores de phishing disponible en cualquier lugar. Muchos otros controles y pruebas también se puede ejecutar en torno a los mensajes, los cuales demasiados para enumerar aquí.
MailScanner es altamente configurable mediante un sistema de reglas muy intuitivo. Prácticamente cada opción de configuración, por ejemplo, puede ser controlado en un esquema por usuario, por dominio o por IP. 
MailScanner es extremadamente fácil de integrar en su actual sistema de transporte de correo, que no requiere modificación de las configuraciones de sendmail por ejemplo. Otros acuerdos comerciales multilaterales sólo requieren pequeñas modificaciones a los archivos de configuración, y todos ellos son bien documentadas tanto en línea como en el libro MailScanner, disponibles directamente desde el sitio web de MailScanner. 
MailScanner es totalmente gratuito, no requiere licencia, la instalación o de cuotas de suscripción. Libre asistencia se proporciona a través de listas de correo instantáneo y el apoyo está disponible a través de un canal IRC dedicado, que es supervisado 24 horas al día. Una serie de empresas comerciales también hacen contratos de apoyo. Es utilizado actualmente por una gran selección de organizaciones de todo el mundo, desde las pequeñas empresas y proveedores de servicios de Internet en los EE. UU. y el Gobierno Militar.
- Datos: Q6735676